# Madeleine Vionnet
Madeleine Vionnet (Chilleurs-aux-Bois, 22 de junho de 1876 — Paris, 2 de março de 1975) é considerada um das maiores estilistas da alta-costura francesa e como aquela que mais influenciou a moda do século XX.
A Maison de alta-costura Vionnet foi fundada em Paris em 1912 e em Nova York em 1924.

## Exposições
- Madeleine Vionnet 1876-1975, Musée des Arts Décoratifs, Paris, (18 de junho de 2009 - 24 de janeiro de 2010)
- VIONNET2007, Kent State University Museum (30 de agosto de 2007 - 27 de janeiro de 2008)
- Spirals & Ellipses:  Clothing the Body Three-Dimensionally, Kent State University Museum (1 de setembro de 2005 - 1 de outubro de 2006)
- Fashioning the Modern Woman:  The Art of the Couturière, 1919-1939, Fashion Institute of Technology, New York (10 de fevereiro - 10 de abril de 2004)
- Goddess: The Classical Mode, Metropolitan Museum of Art, New York (1 de maio - 3 de agosto de 2003)
- Thayaht & Ram - La Tuta / Modelli Per Tessuti, Galleria del Costume di Palazzo Pitti, Italy (21 de março - 2 de junho de 2003)
- Madeleine Vionnet, Judith Clark Costume Gallery, London (3 de janeiro - 14 de abril de 2001)
- Visions of the body: Fashion or Invisible Corset, The National Museum of Modern Art, Kyoto (7 de agosto– 23 de novembro de 1999)
- Vionnet - Keizerin van de Mode, Gemeentemuseum Den Haag, Netherlands (20 de março - 6 de junho 1999)
- Cubism and Fashion, Metropolitan Museum of Art, New York (10 de dezembro de 1998 - 14 de março de 1999)
- Madeleine Vionnet, Les Années d'Innovation, 1919-1939, Musée des Tissus et des Arts décoratifs, Lyon (26 de novembro de 1994 - 26 de março de 1995)
- Madeleine Vionnet, 1876-1975 : L'Art de la Couture, Musée de la Mode de la Ville de Marseille (29 de junho - 22 de setembro de 1991)
- Three women: Madeleine Vionnet, Claire McCardell, and Rei Kawakubo, Fashion Institute of Technology, New York (24 de fevereiro - 18 de abril de 1987)
- The Tens, Twenties, Thirties - Inventive Clothes: 1909-1939, Metropolitan Museum of Art, New York (1973)